# 2024年の野球
2024年の野球（2024ねんのやきゅう）では、2024年の野球界における動向をまとめる。
2023年の野球 - 2024年の野球 - 2025年の野球

## 出来事

### 1月
- 25日 - 【独立・ルートインBCリーグ】茨城アストロプラネッツは、新監督として投手兼コーチの巽真悟が選手兼任で就任することを発表した[1]。
- 30日 - 【独立・九州アジアリーグ】今シーズンよりピッチクロックを導入することを発表[2]。

### 2月
- 15日 - 【独立・九州アジアリーグ】火の国サラマンダーズは今シーズンから就任した監督のロバート・ローズ（ボビー・ローズ）が家庭の事情により帰国・退任し、後任として投手コーチ兼選手の荒西祐大が監督代行に就任することを発表した[3]。
- 16日 - 【独立・九州アジアリーグ】北九州下関フェニックスは、前年まで監督を務めた西岡剛が総監督に、選手兼任投手コーチだった松本直晃が監督に、それぞれ就任することを発表[4]。

### 3月
- 1日 - 【独立・四国アイランドリーグplus】香川オリーブガイナーズは、今シーズンのヘッドコーチに元慶應義塾高等学校野球部監督の上田誠、またコーチとして元鎌倉学園中学校野球部監督の澤村俊輔と元トヨタ自動車硬式野球部選手の沓掛祥和が、それぞれ就任することを発表[5]。なお、上田は前年11月に球団代表に就任している[6]。
- 31日 - 【高校】第96回選抜高等学校野球大会決勝が行われ、健大高崎（関東・群馬）が3-2で報徳学園（近畿・兵庫）を下して群馬県勢として初優勝、また前身が女子校の学校の優勝は76回大会の済美以来20年ぶり2校目[7]。

### 4月
- 7日 - 【高校女子】第25回記念 全国高等学校女子硬式野球選抜大会決勝が東京ドームで行われ、神戸弘陵学園（兵庫）が東海大静岡翔洋（静岡）を9-1で下し2年連続4回目の優勝[8]。
- 19日 - 【高校】日本高校野球連盟は熱中症予防のため、8月7日開幕の第106回全国高等学校野球選手権大会の第1日から第3日に、一日3試合、朝夕2部制を導入することを決定[9]。

### 5月
- 20日 - 【大学女子】第10回全日本大学女子硬式野球選手権 高知大会決勝が安芸市営球場で行われ、平成国際大学（埼玉・関東1部）が1-0で日本大学国際関係学部（静岡・関東1部）を下し、2年連続4回目の優勝[10]。

### 6月
- 1日 - 【独立・四国アイランドリーグplus】前期優勝マジックを1としていた徳島インディゴソックスは、マジック対象チームの高知ファイティングドッグスが香川オリーブガイナーズに敗れたため、2年連続となる前期優勝を達成した[11]。
- 16日 -【大学】第73回全日本大学野球選手権大会決勝が神宮球場で行われ、青山学院大学が2-1で早稲田大学を下し、2年連続6回目の優勝[12]。
- 20日 - 【独立・九州アジアリーグ】宮崎サンシャインズは、選手兼任監督の金丸将也の退任（選手としては引退）と、コーチの益田海成の監督代行就任を発表[13][14]。宮崎は前年に続いて成績が低迷して退任発表時点で22連敗を記録しており、6月になって金丸自身から退任の申し入れがあったと報じられている[14]。

### 7月
- 4日 - 【独立・ルートインBCリーグ】準加盟球団の山梨ファイアーウィンズについて、6月24日のリーグ代表者会議で2025年からの本加盟とリーグ戦参加が決定したことが発表される[15][16]。
- 8日 - 【独立・関西独立リーグ】淡路島ウォリアーズ監督の生島大輔が7月6日に道路交通法違反容疑で現行犯逮捕されたことを理由に、球団は生島との契約を解除したと発表した[17][18]。
- 22日 - 【関西独立リーグ】淡路島ウォリアーズについて、残りの未消化試合をすべて同チームの不戦敗（相手チームの不戦勝）として扱うことを発表[19]。
- 29日 - 【独立・日本海リーグ】リーグは、滋賀県の新球団設立準備室を開設して加盟審査を10月上旬に実施する予定であることを発表した[20]。
- 30日 - 【社会人】第95回都市対抗野球大会決勝が東京ドームで行われ、三菱重工East（横浜市・西関東第1）が3-1でJR東日本東北（仙台市・東北第1）を降し初優勝[21]。

### 8月
- 3日 - 【高校女子】第28回全国高等学校女子硬式野球選手権大会の決勝が阪神甲子園球場で行われ、神戸弘陵学園（兵庫）が花巻東（岩手）を3-0で下し2年連続4回目の優勝、女子高校(硬式)史上初の2年連続春夏連覇となった[22]。
- 9日 - 【独立・ルートインBCリーグ】山梨ファイアーウィンズは2025年シーズンの監督として、元オリックス・バファローズ選手の五島裕二が就任する予定であることを発表した[23]。
- 12日 - 【独立・ルートインBCリーグ】福島レッドホープス監督の岩村明憲が会見を開き、今シーズン限りで監督を退任すると発表[24]。総合コーチの沖泰司が後任となり、岩村は総監督兼球団代表取締役会長としてチーム運営に携わる予定[24]。
- 23日 - 【高校男子】第106回全国高等学校野球選手権大会決勝が行われ京都国際（京都）が延長10回タイブレークの末、2-1で関東第一（東東京）を降し初優勝、また同校は前身が各種学校（民族学校）で民族学校から高校（一条校）化した学校としても初優勝となった。京都府勢の優勝は1956年第38回大会の平安（現・龍谷大平安）以来68年ぶり5回目の優勝[25]。
- 28日 -【高校女子】第15回全国高等学校女子硬式野球ユース大会決勝が土岐市総合公園野球場で行われ、クラーク記念国際仙台キャンパス（宮城）が1-0で神戸弘陵学園（兵庫）を降し2年連続2回目の優勝[26]。
- 30日 - 【高校軟式】第69回全国高等学校軟式野球選手権大会決勝が明石トーカロ球場で行われ中京（東海・岐阜）が仙台商 （東東北・宮城）を2-0で降し3年連続13回目の優勝[27]。
- 31日 - 【独立・ルートインBCリーグ】優勝マジックを1としていた神奈川フューチャードリームスは、平塚球場でおこなわれた対埼玉武蔵ヒートベアーズ戦に3対2で勝利し、4年ぶり2度目のリーグ優勝を達成した[28][29]。

### 9月
- 4日 - 【独立・四国アイランドリーグplus】後期優勝マジックを1としていた徳島インディゴソックスは、むつみスタジアムでおこなわれた対愛媛マンダリンパイレーツ戦に3対2で勝利し、前期に続く、3年連続5回目の後期優勝を達成した[30][31]。徳島の半期優勝は5期連続で、リーグ新記録となる[32]。
- 7日
  - 【独立・日本海リーグ】優勝マジックを1としていた石川ミリオンスターズは、金沢市民球場で開催された対富山GRNサンダーバーズ戦に8対0で勝利し、初のリーグ優勝を達成[33]。石川のチームとしての優勝は、BCリーグ時代の2013年以来11年ぶりとなる[33]。
  - 【独立・関西独立リーグ】優勝マジックを1としていた堺シュライクスは、くら寿司スタジアム堺で開催された対兵庫ブレイバーズ戦に5対4でサヨナラ勝ちを収め[34]、リーグ優勝を達成した[35]。
- 8日 - 【独立・九州アジアリーグ】優勝マジックを1としていた北九州下関フェニックスは、マジック対象チームの大分B-リングスが敗戦したことにより、初のリーグ優勝を達成[36]。
- 12日 - 【独立・北海道ベースボールリーグ】優勝マジックを1としていた富良野ブルーリッジは、あいべつ球場で開催された対旭川ビースターズ戦に10対5で勝利し[37]、初のリーグ優勝を達成[38]。
- 15日 - 【独立・ルートインBCリーグ】グランドチャンピオンシップ出場チームを決めるリーグプレーオフファイナルラウンド第2戦で、信濃グランセローズがリーグ優勝した神奈川フューチャードリームスを6対2で下して対戦成績を2勝0敗とし、2年ぶりのグランドチャンピオンシップ出場が決定[39][40]。
- 21日 - 【独立・北海道フロンティアリーグ】石狩レッドフェニックスは、リーグチャンピオンシップ第2戦で美唄ブラックダイヤモンズを6対4で下し、2年連続のリーグ優勝を達成[41]。
- 23日 - 【独立・四国アイランドリーグplus】愛媛マンダリンパイレーツは、坊っちゃんスタジアムで開催された、徳島インディゴソックスとのリーグチャンピオンシップ第2戦に7対6で勝利し、対戦成績を2勝として8年ぶり3回目の年間総合優勝を達成[42]。
- 29日 - 【独立】信濃グランセローズは、小山運動公園野球場で開催されたグランドチャンピオンシップ決勝戦で、栃木ゴールデンブレーブスに9対0で勝利し、初優勝を達成[43]。

### 10月
- 8日
  - 【独立・ルートインBCリーグ】埼玉武蔵ヒートベアーズは、コーチ兼任の由規（元・東北楽天ゴールデンイーグルス）の現役引退と退団を発表した[44]。
  - 【独立・九州アジアリーグ】火の国サラマンダーズは、馬原孝浩（元監督）がゼネラルマネージャーとして就任予定であることを発表した[45]。
- 9日
  - 【高校男子】第78回国民スポーツ大会高等学校野球競技決勝がさがみどりの森球場で行われ、明徳義塾（高知）が小松大谷（石川）を3-1で降して10年ぶり2回目の優勝[46]。また軟式の部決勝が鳥栖市民球場で行われ中京（岐阜）が6-0で横浜商（神奈川）を降し5年ぶり9回目の優勝[47]。
  - 【独立・北海道フロンティアリーグ】野付郡別海町を本拠地とする新球団「別海パイロットスピリッツ」の新規加盟と2025年からのリーグ戦参加を発表[48]。
- 10日 - 【独立・日本海リーグ】 設立準備室が設置されている滋賀球団につき、7日に加盟審査を実施した結果、準加盟を承認して2025年は既存球団と定期戦を開催しながら、2026年の本加盟に向けた審査をおこなうことを発表[49]。
- 10日 - 【独立・ルートインBCリーグ】神奈川フューチャードリームスは、次期監督にヘッドコーチの武藤孝司の就任を発表した[50]。
- 23日
  - 【独立・ルートインBCリーグ】栃木ゴールデンブレーブスは来シーズンの監督として、元千葉ロッテマリーンズコーチの山下徳人の就任を発表した[51]。
  - 【独立・日本海リーグ】準加盟承認済の滋賀球団設立準備室の代表が滋賀県庁で記者会見を開き、チーム名が「SHIGA HIJUMPS」（しが ハイジャンプス）となることを発表した[52][53]。
- 25日 - 【独立】千葉スカイセイラーズは来シーズンの監督に、ヘッドコーチの青野毅が就任することを発表した[54]。
- 29日 - 【独立・ルートインBCリーグ】山梨ファイアーウィンズに対する既存チームからの分配ドラフトが実施されたが、指名者を出さずに終了した[55]。

### 11月
- 7日 - 【独立・九州アジアリーグ】宮崎サンシャインズは、ヘッドコーチの本村信吾が監督に就任することを発表した[56]。
- 9日 -【社会人】第49回社会人野球日本選手権決勝が京セラドーム大阪で行われ、トヨタ自動車（JABA九州大会優勝）が3-0でHonda（JABA東京スポニチ大会優勝）を降して2年ぶり7回目の優勝[57]。
- 10日 - 【国際】ベースボール・ユナイテッドの国別対抗戦「アラブクラシック」決勝がドバイのザ・セブンズで行われ、パキスタン代表がアラブ首長国連邦（UAE）代表を12-1で降し優勝した[58]。
- 13日
  - 【独立・ルートインBCリーグ】埼玉武蔵ヒートベアーズは、コーチの清田育宏が監督に就任することを発表した[59]。
  - 【独立・北海道フロンティアリーグ】石狩レッドフェニックスは、コーチの的場寛一の監督就任を発表した[60]。
- 22日
  - 【独立・九州アジアリーグ】火の国サラマンダーズは来年度体制発表会を開き、ゼネラルマネージャーに元監督の馬原孝浩、監督に元東北楽天ゴールデンイーグルス選手の小斉祐輔の就任をそれぞれ発表した[61][62]。
  - 【独立・日本海リーグ】準加盟球団のSHIGA HIJUMPSは監督に、前・火の国サラマンダーズ選手の日下部光が選手兼任で就任することを発表した[63]。
- 23日 - 【独立・関西独立リーグ】淡路島ウォリアーズについて、来季の参入基準を満たせないとして11月13日付でリーグを脱退し、2025年度は準加盟球団として体制整備に充てることを発表[64]。2025年のリーグ戦は5球団で実施となる[64]。
- 25日 - 【高校・大学】第55回明治神宮野球大会決勝が神宮球場で行われ、高校の部は横浜（関東）が広島商（中国）を4-3で降し27年ぶり2回目の優勝。この結果第97回選抜高等学校野球大会の神宮枠は北信越に配分され、関東・東京が合計7に増枠が決定[65]。大学の部は青山学院大学（東都）が7-3で 創価大学（関東五連盟第1・東京新大学）を降し初優勝史上5校目6度目となる大学野球4冠を達成。[66]。
- 28日 - 【独立・北海道フロンティアリーグ】KAMIKAWA・士別サムライブレイズは来シーズンの監督に、前ハナマウイ野球部監督の本西厚博が就任することを発表した[67]。

### 12月
- 2日 - 【独立・ルートインBCリーグ】 リーグは千葉県民球団（千葉スカイセイラーズ）の準加盟を承認したと発表した[68][69]。
- 4日 - 【独立・日本海リーグ】富山GRNサンダーバーズは、元東北楽天ゴールデンイーグルスコーチで富山にもコーチとして在籍歴のある上原茂行の監督就任を発表した[70]。
- 10日
  - 【独立・四国アイランドリーグplus】香川オリーブガイナーズは来シーズンの監督として、元オリックス・ブルーウェーブコーチの熊野輝光の就任を発表した[71]。
  - 【独立・九州アジアリーグ】北九州下関フェニックスは来シーズンの監督として、選手の平間隼人が兼任で就任することを発表した[72]。
- 19日 - 【独立・北海道フロンティアリーグ】別海パイロットスピリッツは初代監督に、元福岡ソフトバンクホークス選手の本間満が就任することを発表した[73]。

## 競技結果

### 独立リーグ

#### 四国アイランドリーグplus
※四国アイランドリーグplusの結果
|      | 前期                       | 前期 | 前期 | 前期 | 前期 | 前期 | 後期                       | 後期 | 後期 | 後期 | 後期 | 後期 |
| 順位 | 球団                       | 勝   | 敗   | 分   | 勝率 | 差   | 球団                       | 勝   | 敗   | 分   | 勝率 | 差   |
| ---- | -------------------------- | ---- | ---- | ---- | ---- | ---- | -------------------------- | ---- | ---- | ---- | ---- | ---- |
| 優勝 | 徳島インディゴソックス     | 24   | 7    | 3    | .774 | -    | 徳島インディゴソックス     | 24   | 6    | 4    | .800 | -    |
| 2位  | 愛媛マンダリンパイレーツ   | 13   | 18   | 3    | .419 | 11.0 | 愛媛マンダリンパイレーツ   | 16   | 15   | 3    | .516 | 8.5  |
| 3位  | 高知ファイティングドッグス | 12   | 17   | 5    | .414 | 0.0  | 高知ファイティングドッグス | 13   | 19   | 2    | .406 | 3.5  |
| 4位  | 香川オリーブガイナーズ     | 10   | 22   | 2    | .313 | 3.5  | 香川オリーブガイナーズ     | 7    | 25   | 2    | .219 | 6.0  |

##### リーグチャンピオンシップ
- むつみスタジアム（9月21日）、坊っちゃんスタジアム（9月23日）

第1戦 愛媛 5 - 2 徳島
第2戦 愛媛 7 - 6 徳島
（愛媛は8年ぶり3回目の総合優勝）

#### ベースボール・チャレンジ・リーグ
※ベースボール・チャレンジ・リーグの結果
リーグ戦
| 順位 | 球団                         | 勝 | 敗 | 分 | 勝率 | 差  |
| ---- | ---------------------------- | -- | -- | -- | ---- | --- |
| 優勝 | 神奈川フューチャードリームス | 34 | 19 | 3  | .642 | -   |
| 2位  | 信濃グランセローズ           | 33 | 19 | 2  | .635 | 0.5 |
| 3位  | 群馬ダイヤモンドペガサス     | 32 | 21 | 1  | .604 | 1.5 |
| 4位  | 茨城アストロプラネッツ       | 23 | 31 | 2  | .426 | 9.5 |
| 5位  | 埼玉武蔵ヒートベアーズ       | 19 | 30 | 5  | .388 | 1.5 |
| 6位  | 福島レッドホープス           | 20 | 34 | 2  | .370 | 1.5 |
| 7位  | 栃木ゴールデンブレーブス     | 12 | 41 | 2  | .226 | 7.5 |

（神奈川は4年ぶり2度目の優勝）

##### リーグプレーオフ
※グランドチャンピオンシップ出場チーム選抜戦
- ファーストラウンド
  - Aブロック 9月7日（横須賀スタジアム）

第1戦 神奈川5x - 4茨城
  - Bブロック 長野県営野球場（9月6日・9月7日）、中野市営野球場（9月8日）

第1戦 信濃6 - 4群馬
第2戦 群馬7 - 4信濃
第3戦 信濃6 - 4群馬
- ファイナルラウンド 9月14日 - 9月15日（上府中公園小田原球場）
第1戦 信濃7 - 3神奈川
第2戦 信濃6 - 2神奈川

（信濃は2年ぶりのグランドチャンピオンシップ出場）

#### 九州アジアリーグ
※九州アジアリーグの結果
| 年間 | 年間                   | 年間 | 年間 | 年間 | 年間 | 年間 |
| 順位 | 球団                   | 勝   | 敗   | 分   | 勝率 | 差   |
| ---- | ---------------------- | ---- | ---- | ---- | ---- | ---- |
| 優勝 | 北九州下関フェニックス | 55   | 18   | 3    | .753 | -    |
| 2位  | 大分B-リングス         | 45   | 29   | 2    | .608 | 10.5 |
| 3位  | 火の国サラマンダーズ   | 45   | 29   | 2    | .608 | 0.0  |
| 4位  | 宮崎サンシャインズ     | 10   | 63   | 3    | .137 | 34.5 |

- 大分と火の国は直接対決での優劣により順位決定。

（北九州下関は初優勝）

#### 北海道フロンティアリーグ
※北海道フロンティアリーグの結果
リーグ戦
| 年間 | 年間                           | 年間 | 年間 | 年間 | 年間 | 年間 |
| 順位 | 球団                           | 勝   | 敗   | 分   | 勝率 | 差   |
| ---- | ------------------------------ | ---- | ---- | ---- | ---- | ---- |
| 1位  | 石狩レッドフェニックス         | 40   | 11   | 1    | .784 | -    |
| 2位  | 美唄ブラックダイヤモンズ       | 20   | 30   | 2    | .400 | 19.5 |
| 3位  | KAMIKAWA・士別サムライブレイズ | 16   | 35   | 1    | .314 | 4.5  |

##### チャンピオンシップ
- 9月20日 - 21日（石狩市青葉公園野球場）

第1戦 石狩 9 - 2 美唄（8回得点差コールド）
第2戦 石狩 6 - 4 美唄
（石狩は2年連続2回目の優勝）

#### 日本海リーグ
※日本海リーグの結果
| 年間 | 年間                  | 年間 | 年間 | 年間 | 年間 | 年間 |
| 順位 | 球団                  | 勝   | 敗   | 分   | 勝率 | 差   |
| ---- | --------------------- | ---- | ---- | ---- | ---- | ---- |
| 1位  | 石川ミリオンスターズ  | 21   | 17   | 2    | .553 | -    |
| 2位  | 富山GRNサンダーバーズ | 17   | 21   | 2    | .447 | 4.0  |

（石川は初優勝）

#### グランドチャンピオンシップ
※グランドチャンピオンシップの結果
- 小山運動公園野球場（準々決勝：9月27日、準決勝：9月28日、決勝:9月29日）

準々決勝第1戦 愛媛 4 - 2 石川
準々決勝第2戦 栃木 5 - 4 石狩
準決勝第1戦 信濃 9  - 6 愛媛
準決勝第2戦 栃木 5 - 3 北九州下関
決勝 信濃 9 - 0 栃木
（信濃は初優勝）

#### 関西独立リーグ
※関西独立リーグの結果
| 年間 | 年間                 | 年間 | 年間 | 年間 | 年間 | 年間 |
| 順位 | 球団                 | 勝   | 敗   | 分   | 勝率 | 差   |
| ---- | -------------------- | ---- | ---- | ---- | ---- | ---- |
| 優勝 | 堺シュライクス       | 45   | 4    | 1    | .918 | -    |
| 2位  | 兵庫ブレイバーズ     | 32   | 15   | 3    | .609 | 12.0 |
| 3位  | 大阪ゼロロクブルズ   | 27   | 19   | 4    | .587 | 4.5  |
| 4位  | 和歌山ウェイブス     | 18   | 30   | 2    | .375 | 10.0 |
| 5位  | 姫路イーグレッターズ | 17   | 30   | 3    | .362 | 0.5  |
| 6位  | 淡路島ウォリアーズ   | 4    | 45   | 1    | .082 | 14.0 |

- 淡路島はシーズン途中で公式戦不参加となり、未消化の16試合（相手は姫路6・兵庫4・大阪3・和歌山3）は不戦敗（相手の不戦勝）扱いとなった。

（堺は2年ぶり4回目の優勝）

#### 北海道ベースボールリーグ
※北海道ベースボールリーグの結果
| 年間 | 年間               | 年間 | 年間 | 年間 | 年間 | 年間 |
| 順位 | 球団               | 勝   | 敗   | 分   | 勝率 | 差   |
| ---- | ------------------ | ---- | ---- | ---- | ---- | ---- |
| 優勝 | 富良野ブルーリッジ | 21   | 17   | 2    | .553 | -    |
| 2位  | 旭川ビースターズ   | 17   | 21   | 2    | .447 | 4.0  |

（富良野は初優勝）

### 社会人野球
- 第95回都市対抗野球大会（7月19日 - 30日：東京ドーム）

決勝 三菱重工East （横浜市・西関東第1） 3 - 1 JR東日本東北（仙台市・東北第1）
三菱重工Eastは初優勝。
- 第49回社会人野球日本選手権大会（10月29日 - 11月9日：京セラドーム大阪）

決勝 トヨタ自動車（JABA九州大会優勝） 3 - 0 Honda（JABA東京スポニチ大会優勝）
トヨタ自動車は2年ぶり7回目の優勝。

### 大学野球
- 第73回全日本大学野球選手権大会（6月10日 - 16日：神宮球場、東京ドーム）

決勝 青山学院大（東都） 2 - 1 早稲田大（東京六大学）
青山学院大学は2年連続6回目の優勝。
- 第55回明治神宮野球大会大学の部（11月20日 - 25日：神宮球場）

決勝  青山学院大（東都） 7 - 3 創価大（関東五連盟第1・東京新大学）
青山学院大は初優勝、史上5校目6度目の大学4冠達成。
- 各大学リーグ結果（太字は大学選手権、明治神宮大会出場権を得た大学）
  - 北海道学生野球連盟
1部春季優勝：東農大北海道オホーツク
2部春季優勝：釧路公立大
1部秋季優勝：函館大
2部秋季優勝：室蘭工業大
  - 札幌学生野球連盟
1部春季優勝：星槎道都大
2部春季優勝：札幌国際大
3部春季優勝：北海道教育大札幌
1部秋季優勝：札幌大
2部秋季優勝：北海道文教大
3部秋季優勝：北星学園大
  - 北東北大学野球連盟
1部春季優勝：八戸学院大
2部春季優勝：盛岡大
3部春季優勝：秋田看護福祉大
1部秋季優勝：富士大
2部秋季優勝：岩手大
3部秋季優勝：秋田看護福祉大
  - 仙台六大学野球連盟
春季優勝：仙台大
秋季優勝：仙台大
  - 南東北大学野球連盟
春季優勝：東日本国際大
秋季優勝：東日本国際大
    - 明治神宮野球大会東北地区代表決定戦優勝（明治神宮大会東北地区代表）：
    - 関東地区大学野球選手権大会優勝（関東五連盟第1）：

  - 千葉県大学野球連盟
1部春季優勝：中央学院大
2部春季優勝：清和大
3部春季優勝：東京理科大野田
1部秋季優勝：国際武道大
2部秋季優勝：千葉商科大
3部秋季優勝：秀明大
  - 関甲新学生野球連盟
1部春季優勝：上武大
2部春季優勝：高崎経済大
1部秋季優勝：白鷗大
2部秋季優勝：信州大
  - 東京新大学野球連盟
1部春季優勝：共栄大
2部春季優勝：工学院大
3部春季優勝：日大生物資源科学部
4部春季優勝：日本ウェルネススポーツ大東京キャンパス
1部秋季優勝：創価大
2部秋季優勝：東京学芸大
3部秋季優勝：日本ウェルネススポーツ大東京キャンパス
4部秋季優勝：日本工業大
  - 東京六大学野球連盟
春季優勝：早稲田大
秋季優勝：早稲田大
  - 東都大学野球連盟
1部春季優勝：青山学院大
2部春季優勝：東農大
3部春季優勝：順天堂大
4部春季優勝：一橋大
1部秋季優勝：青山学院大
2部秋季優勝：東洋大
3部秋季優勝：帝京平成大
4部秋季優勝：一橋大
  - 首都大学野球連盟
1部春季優勝：帝京大
2部春季優勝：武蔵大
1部秋季優勝：日本体育大
2部秋季優勝：武蔵大
  - 神奈川大学野球連盟
1部春季優勝：桐蔭横浜大
2部春季優勝：松蔭大
1部秋季優勝：神奈川大
2部秋季優勝：松蔭大
  - 愛知大学野球連盟
1部春季優勝：中京大
2部春季優勝：東海学園大
3部春季優勝：名古屋大
    - 東海・北陸・愛知三連盟王座決定戦

1部秋季優勝：名城大
2部秋季優勝：名古屋学院大
3部秋季優勝：名古屋産業大
  - 東海地区大学野球連盟
    - 岐阜学生野球連盟春季優勝：中部学院大
    - 三重学生野球連盟春季優勝：皇學館大
    - 静岡学生野球連盟春季優勝：日本大学国際関係学部
    - 岐阜学生野球連盟秋季優勝：中部学院大
    - 三重学生野球連盟秋季優勝：皇學館大
    - 静岡学生野球連盟秋季優勝：静岡産業大

  - 北陸大学野球連盟
1部春季優勝：福井工業大
2部春季優勝：金沢工業大
1部秋季優勝：金沢学院大
2部秋季優勝：富山大
  - 関西学生野球連盟
春季優勝：関西学院大
秋季優勝：関西学院大
  - 関西六大学野球連盟
春季優勝：大阪商業大
秋季優勝：大阪商業大
  - 阪神大学野球連盟
1部春季優勝：天理大
2部東リーグ春季優勝：関西外国語大
2部西リーグ春季優勝：神戸国際大
1部秋季優勝：天理大
2部東リーグ秋季優勝：大阪電気通信大
2部西リーグ秋季優勝：神戸国際大
  - 近畿学生野球連盟
1部春季優勝：和歌山大
2部春季優勝：大阪工業大
3部春季優勝：東大阪大
1部秋季優勝：奈良学園大
2部秋季優勝：大阪公立大
3部秋季優勝：奈良教育大
  - 京滋大学野球連盟
1部春季優勝：佛教大
2部春季優勝：滋賀大
1部秋季優勝：佛教大
2部秋季優勝：大谷大
  - 広島六大学野球連盟
春季優勝：広島経済大
秋季優勝：近大工学部
  - 中国地区大学野球連盟
1部春季優勝：吉備国際大
2部春季優勝：広島文化学園大
3部春季優勝：川崎医療福祉大
1部秋季優勝：環太平洋大
2部秋季優勝：福山大
3部秋季優勝：山口大
  - 四国地区大学野球連盟
1部春季優勝：四国学院大
2部春季優勝：高知大
1部秋季優勝：高知工科大
2部秋季優勝：香川大
  - 九州六大学野球連盟
春季優勝：福岡大
秋季優勝：福岡大
  - 福岡六大学野球連盟
春季優勝：九州産業大
秋季優勝：九州産業大
  - 九州地区大学野球連盟
    - 北部九州ブロック1部春季優勝：日本文理大
    - 北部九州ブロック2部春季優勝：折尾愛真短期大学
    - 北部九州ブロック1部秋季優勝：久留米工業大
    - 北部九州ブロック2部秋季優勝：長崎国際大
    - 九州地区大学野球選手権南部九州ブロック大会：
    - 熊本県支部春季優勝：東海大九州キャンパス
    - 宮崎県支部春季優勝：宮崎産業経営大
    - 鹿児島県支部春季優勝：鹿屋体育大
    - 沖縄県支部春季優勝：沖縄国際大
    - 熊本県支部秋季優勝：東海大九州キャンパス
    - 宮崎県支部秋季優勝：宮崎産業経営大
    - 鹿児島県支部秋季優勝：鹿屋体育大
    - 沖縄県支部秋季優勝：沖縄国際大

### 高校野球
- 第96回選抜高等学校野球大会（3月18日 - 3月31日、阪神甲子園球場）

決勝：健大高崎（関東・群馬）3 - 2 報徳学園（近畿・兵庫）
健大高崎は初優勝、群馬県勢としても春初優勝。
- 第106回全国高等学校野球選手権大会（8月7日 - 8月23日、阪神甲子園球場）

決勝：京都国際（京都）2（延長10回タイブレーク） - 1 関東第一 （東東京）
京都国際は初優勝、京都府勢としては1956年の平安（現・龍谷大平安）以来68年ぶり5回目。
- 第69回全国高等学校軟式野球選手権大会（8月25日 - 30日、明石トーカロ球場・ウインク球場 ）

決勝：中京（東海・岐阜） 2 - 0 仙台商（東東北・宮城）
中京は3年連続13回目の優勝。
- 第78回国民スポーツ大会（10月6日 - 9日：開催地：佐賀県、硬式：みどりの森球場、軟式：鳥栖市民球場）

硬式の部優勝：明徳義塾（高知） 3 - 1 小松大谷（石川）
明徳義塾は10年ぶり2回目の優勝。
軟式の部決勝：中京（岐阜） 6 - 0 横浜商（神奈川）
中京は5年ぶり9回目の優勝。
- 第55回明治神宮野球大会高校の部（11月20日 - 25日：神宮球場）

決勝：横浜（関東・神奈川）4 - 3 広島商（中国・広島）
横浜は27年ぶり2回目の優勝。

### 女子野球

#### 国際大会
- 2024 WBSC女子野球ワールドカップ ファイナルステージ（2024年7月28日 - 8月3日(現地時刻)：カナダ・サンダーベイ）

決勝：日本代表 11 - 6	アメリカ代表
日本は7回連続・7回目の優勝

#### プレミアム8

##### 全日本選手権
- 第20回記念 伊予銀行杯 全日本女子硬式野球選手権大会（10月11日 - 15日：愛媛県松山市）

神戸弘陵学園高校（兵庫・関西A/F部）7 - 0 読売ジャイアンツ（東京・関東1部）
神戸弘陵学園高校は初優勝、高校カテゴリの優勝は9年ぶり

##### 社会人・クラブ
- 第19回全日本女子硬式クラブ野球選手権大会（8月9日 - 13日：千葉県成田市・佐倉市）

読売ジャイアンツ（東京・関東1部）3 - 2 エイジェック（栃木・関東1部）
読売ジャイアンツは2年連続2回目の優勝

##### 大学
- 第10回全日本大学女子硬式野球選手権 高知大会（5月16日 - 20日：高知県高知市・安芸市）

平成国際大学（埼玉・関東1部）1 - 0 日本大学国際関係学部（静岡・関東1部）
平成国際は2年連続4回目の優勝
- 第14回全日本大学女子硬式野球選手権大会（8月20日 - 25日：和歌山県田辺市）

環太平洋大学（岡山・中四国1部）5 - 0 福井工業大学（福井・中部）
環太平洋は初優勝

##### 高校
- 第25回記念 全国高等学校女子硬式野球選抜大会（3月21日 - 28日：埼玉県加須市・行田市・幸手市、決勝 4月7日・東京ドーム）

神戸弘陵学園（兵庫・関西A/F部）9 - 1 東海大静岡翔洋（静岡・中部）
神戸弘陵は2年連続4回目の優勝
- 第28回全国高等学校女子硬式野球選手権大会（7月20日 - 7月29日：兵庫県丹波市・淡路市、決勝 8月3日・阪神甲子園球場）

神戸弘陵学園（兵庫・関西A/F部）3 - 0 花巻東（岩手・北東北）
神戸弘陵は2年連続4回目の優勝
- 第15回全国高等学校女子硬式野球ユース大会（8月19日 - 28日：岐阜県・愛知県、決勝 土岐市総合公園野球場）

クラーク記念国際仙台校（宮城・南東北）1 - 0 神戸弘陵学園（兵庫・関西A/F部）
クラークは2年連続2回目の優勝

##### 中学
- 第10回全国中学女子硬式野球選手権大会（7月27日 - 31日：神奈川県秦野市）

Young RED QUEENS（和歌山・ヤング関西選抜） 7 - 2 モンスターレディース（埼玉・関東4部）
Young RED QUEENSは初優勝

## 死去

### 1月
- 1日 - 張誌家：元西武ライオンズ投手（* 1980年）[74]
- 3日 - ビリー・ガードナー（英語版）：元ニューヨーク・ジャイアンツ他内野手（* 1927年）[75]
- 9日 - 藤沢哲也：元中日ドラゴンズ、南海ホークス投手（* 1953年）[76]
- 10日 - バディ・ハレルソン（英語版）：元ニューヨーク・メッツ、フィラデルフィア・フィリーズ、テキサス・レンジャーズ内野手（* 1944年）[77]
- 16日 - 森下知幸：アマチュア野球選手・指導者（* 1961年）[78]
- 26日 - ジミー・ウィリアムズ（英語版）：元セントルイス・カージナルス内野手（* 1943年）[79]
- 31日 - アル・マクビーン（英語版）：元ピッツバーグ・パイレーツ、サンディエゴ・パドレス、ロサンゼルス・ドジャース投手（* 1938年）[80]

### 2月
- 7日 - 児玉泰（空谷泰）：元中日ドラゴンズ、近鉄バファローズ投手（* 1935年）[81]
- 14日 - ドン・ガレット（英語版）：元シンシナティ・レッズ、ニューヨーク・ヤンキース投手（* 1951年）[82]
- 20日 - ラリー・デメリー（英語版）：元ピッツバーグ・パイレーツ投手（* 1953年）[83]
- 22日
  - 藤本健作：元読売ジャイアンツ投手（* 1940年）[84]
  - 大石弥太郎：元阪急ブレーブス、広島東洋カープ、中日ドラゴンズ、南海ホークス投手（* 1943年）[85]
- 25日 - ホセ・デレオン（英語版）：元ピッツバーグ・パイレーツ他投手（* 1960年）[86]
- 28日 - ヘクター・オルティス（英語版）：元カンザスシティ・ロイヤルズ、テキサス・レンジャーズ捕手（* 1969年）[87]

### 3月
- 3日 - エド・オット（英語版）：元ピッツバーグ・パイレーツ、カリフォルニア・エンゼルス捕手（* 1951年）[88]
- 4日 - U.L. ワシントン（英語版）：元カンザスシティ・ロイヤルズ、モントリオール・エクスポズ、ピッツバーグ・パイレーツ内野手（* 1953年）[89]
- 12日 - ビル・プラマー（英語版）：元シカゴ・カブス、シンシナティ・レッズ、シアトル・マリナーズ捕手（* 1947年）[90]
- 14日 - ジム・マカンドリュー（英語版）：元ニューヨーク・メッツ、サンディエゴ・パドレス投手（* 1944年）[91]
- 15日 - 西川順之助：元中日ドラゴンズ球団社長（* 1932年）[92]
- 20日 - オデル・ジョーンズ（英語版）：元ピッツバーグ・パイレーツ他投手（* 1953年）[93]
- 23日 - ピーター・アンジェロス：元ボルチモア・オリオールズ球団オーナー（* 1929年）[94]

### 4月
- 2日 - ケビン・バティステ（英語版）：元トロント・ブルージェイズ外野手（* 1966年）[95]
- 4日 - パット・ザクリー：元シンシナティ・レッズ、ニューヨーク・メッツ、ロサンゼルス・ドジャース、フィラデルフィア・フィリーズ投手（* 1952年）[96]
- 7日 - ジェリー・グロート：元ヒューストン・コルト45's他捕手（* 1942年）[97]
- 13日 - ラリー・ブラウン（英語版）：元クリーブランド・インディアンス、オークランド・アスレチックス、ボルチモア・オリオールズ、テキサス・レンジャーズ内野手（* 1940年）[98]
- 14日 - ケン・ホルツマン（英語版）：元シカゴ・カブス、オークランド・アスレチックス、ボルチモア・オリオールズ、ニューヨーク・ヤンキース投手（* 1945年）[99]
- 15日 - ホワイティ・ハーゾグ：元ワシントン・セネタース、カンザスシティ・アスレチックス、ボルチモア・オリオールズ、デトロイト・タイガース外野手（* 1931年）[100]
- 16日 - カール・アースキン（英語版）：元ブルックリン・ドジャース→ロサンゼルス・ドジャース投手（* 1926年）[101]
- 19日 - デーブ・マッカーティ（英語版）：元ミネソタ・ツインズ他内野手・外野手（* 1969年）[102]
- 26日 - 前川芳男：元プロ野球審判員（* 1941年）[103]

### 5月
- 1日 - 奥島孝康：第6代日本高等学校野球連盟会長（* 1939年）[104]
- 5日 - 清川栄治：元広島東洋カープ、近鉄バファローズ投手、438試合連続救援登板（* 1961年）[105]
- 9日 - ショーン・バローズ（英語版）：元サンディエゴ・パドレス、タンパベイ・デビルレイズ、アリゾナ・ダイヤモンドバックス、ミネソタ・ツインズ内野手（* 1980年）[106]
- 22日 - 阿保清忠：元東奥義塾高等学校野球部監督（* 1942年）[107]
- 24日 - 出沢政雄：元東急フライヤーズ投手、元福島県立磐城高等学校野球部監督（* 1927年）[108]
- 31日 - 鈴木隆：元大洋ホエールズ、東京オリオンズ投手（* 1933年）[109]

### 6月
- 3日 - 若生智男：元毎日オリオンズ→大毎オリオンズ、阪神タイガース、広島東洋カープ投手（* 1937年）[110]
- 5日 - 辻哲也：元中日ドラゴンズ外野手（* 1949年）[111]
- 12日 - 深谷尚徳：元読売ジャイアンツ球団代表（* 1931年、もしくは1930年）[112]
- 15日 - マイク・ブラムリー（英語版）：元シカゴ・カブス他内野手（* 1963年）[113]
- 16日 - 島田源太郎：元大洋ホエールズ投手（* 1939年）[114]
- 18日 - ウィリー・メイズ：元ニューヨーク・ジャイアンツ→サンフランシスコ・ジャイアンツ、ニューヨーク・メッツ外野手（* 1931年）[115]
- 28日 - オーランド・セペダ：元サンフランシスコ・ジャイアンツ他内野手（* 1937年）[116]

### 7月
- 1日 - 宇野和之：少年野球指導者、元横浜泉中央ボーイズ監督（* 1955年、もしくは1954年）[117]
- 6日 - ジミー・ハースト：元デトロイト・タイガース、広島東洋カープ他外野手（* 1972年）[118]
- 12日
  - 大沢勉：元東映フライヤーズ→日拓ホームフライヤーズ→日本ハムファイターズ捕手（* 1948年）[119]
  - 李炳勳（朝鮮語版）：元LGツインズ、ヘテ・タイガース、サムスン・ライオンズ外野手（* 1967年）[120]
- 14日 - ジェリー・ウォーカー（英語版）：元ボルチモア・オリオールズ、カンザスシティ・アスレチックス、クリーブランド・インディアンス投手（* 1939年）[121]
- 20日
  - 船川誠：高校野球指導者、静岡県立静岡高等学校、静岡県立清水東高等学校、静岡市立高等学校、城南静岡高元監督（* 1949年）[122]
  - マイク・フェラーロ（英語版）：元ニューヨーク・ヤンキース、シアトル・パイロッツ→ミルウォーキー・ブルワーズ内野手（* 1944年）[123]
- 24日 - デニー・レマスター（英語版）：元ミルウォーキー・ブレーブス→アトランタ・ブレーブス、ヒューストン・アストロズ、モントリオール・エクスポズ投手（* 1939年）[124]
- 28日
  - レイエス・モロンタ：元サンフランシスコ・ジャイアンツ他投手（* 1993年）[125]
  - ダグ・クリーク：元セントルイス・カージナルス、阪神タイガース他投手（* 1969年）[126]
- 30日 - 阿南準郎：元広島東洋カープ、近鉄バファローズ内野手、近鉄バファローズコーチ、広島東洋カープ監督（* 1937年）[127]

### 8月
- 4日 - 宅和本司：元南海ホークス、近鉄バファロー投手（* 1935年）[128]
- 6日 - ビリー・ビーン：元デトロイト・タイガース、ロサンゼルス・ドジャース、近鉄バファローズ、サンディエゴ・パドレス外野手（* 1964年）[129]
- 11日 - マイク・カベッジ（英語版）：元テキサス・レンジャーズ、ミネソタ・ツインズ、ニューヨーク・メッツ内野手（* 1950年）[130]

### 9月
- 1日 - ボブ・ブレイロック（英語版）：元セントルイス・カージナルス投手（* 1935年）[131]
- 8日 - エド・クレインプール：元ニューヨーク・メッツ内野手（* 1944年）[132]
- 9日 - ミニー・メンドーサ（英語版）：元ミネソタ・ツインズ内野手（* 1934年）[133]
- 15日 - 岩切英司：元阪神タイガース、福岡ダイエーホークス捕手（* 1961年）[134]
- 27日 - ジョーイ・ジェイ（英語版）：元ミルウォーキー・ブレーブス、シンシナティ・レッズ、アトランタ・ブレーブス投手（* 1935年）[135]
- 30日 - ピート・ローズ：元シンシナティ・レッズ、フィラデルフィア・フィリーズ、モントリオール・エクスポズ外野手・内野手（* 1941年）[136]

### 10月
- 8日（訃報発表日） - ルイス・ティアント：元クリーブランド・インディアンス他投手（* 1940年）[137]
- 10日 - ゲイレン・ピッツ（英語版）：元オークランド・アスレチックス内野手（* 1946年）[138]
- 16日 - 李来発：元南海ホークス外野手（* 1956年）[139]
- 19日 - ルディ・メイ（英語版）：元カリフォルニア・エンゼルス→ロサンゼルス・エンゼルス、ニューヨーク・ヤンキース、ボルチモア・オリオールズ、モントリオール・エクスポズ投手（* 1944年）[140]
- 22日 - フェルナンド・バレンズエラ：元ロサンゼルス・ドジャース他投手（* 1960年）[141]
- 29日 - 白井文吾：元中日ドラゴンズオーナー（* 1928年）[142]

### 11月
- 4日 - 初鹿勇：アマチュア野球選手・高校野球指導者、山梨県立塩山商業高等学校、日本航空高等学校、三島高等学校元監督（* 1938年）[143]
- 8日 - マーティ・キーナート：東北楽天ゴールデンイーグルス初代ゼネラルマネージャー（* 1946年）[144]
- 10日 - 内田睦夫：アマチュア野球選手・指導者、日立製作所硬式野球部元監督（* 1945年）[145]
- 14日 - 徳武定祐：元国鉄スワローズ→サンケイスワローズ→サンケイアトムズ、中日ドラゴンズ内野手（* 1938年）[146]
- 15日 - アル・フェラーラ（英語版）：元ロサンゼルス・ドジャース、サンディエゴ・パドレス、シンシナティ・レッズ外野手（* 1939年）[147]
- 17日 - 中村定史：長野県松本工業高等学校硬式野球部元監督（* 1948年、もしくは1947年）[148]
- 21日 - 山本恒敬：元東映フライヤーズ、大洋ホエールズ捕手、大洋ホエールズ、ヤクルトスワローズコーチ（* 1940年）[149]
- 24日（訃報発表日） - リコ・カーティ（英語版）：元ミルウォーキー・ブレーブス→アトランタ・ブレーブス他捕手・左翼手（* 1939年）[150]

### 12月
- 4日（訃報発表日）- アル・フィッツモリス（英語版）：元カンザスシティ・ロイヤルズ、クリーブランド・インディアンス、カリフォルニア・エンゼルス投手（* 1946年）[151]
- 5日 - ビル・メルトン（英語版）：元シカゴ・ホワイトソックス、カリフォルニア・エンゼルス、クリーブランド・インディアンス三塁手（* 1945年）[152]
- 7日
  - （訃報発表日）- マーブ・レッテンマンド（英語版）：元ボルチモア・オリオールズ、シンシナティ・レッズ、サンディエゴ・パドレス、カリフォルニア・エンゼルス外野手（* 1943年）[153]
  - ジャック・ディラウロ（英語版）：元ニューヨーク・メッツ、ヒューストン・アストロズ投手（* 1943年）[154]
- 10日 - ロッキー・コラビト：元クリーブランド・インディアンス他外野手（* 1933年）[155]
- 16日 - ゲイリー・サザーランド（英語版）：元フィラデルフィア・フィリーズ他二塁手（* 1944年）[156]
- 19日 - 渡邉恒雄：元読売ジャイアンツオーナー・最高顧問（* 1926年）[157]
- 20日 - リッキー・ヘンダーソン：MLB最多盗塁記録保持者、元オークランド・アスレチックス、ニューヨーク・ヤンキース、ニューヨーク・メッツ、アナハイム・エンゼルス他外野手（* 1958年）[158]
- 27日
  - （訃報発表日）- フアン・ハイメ：元アトランタ・ブレーブス、中日ドラゴンズ、サルティーヨ・サラペメーカーズ、タバスコ・キャトルメン投手（* 1987年）[159]
  - チャーリー・マックスウェル（英語版）：元ボストン・レッドソックス、ボルチモア・オリオールズ、デトロイト・タイガース、シカゴ・ホワイトソックス左翼手（* 1927年）[160]
- 29日 - レニー・ランドル：元テキサス・レンジャーズ、シカゴ・カブス、ニューヨーク・ヤンキース、シアトル・マリナーズ他内野手・外野手（* 1949年）[161]